# 普羅稜鏡

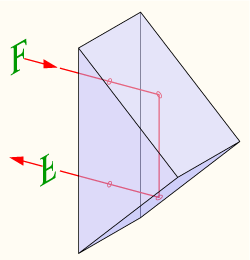
普羅稜鏡

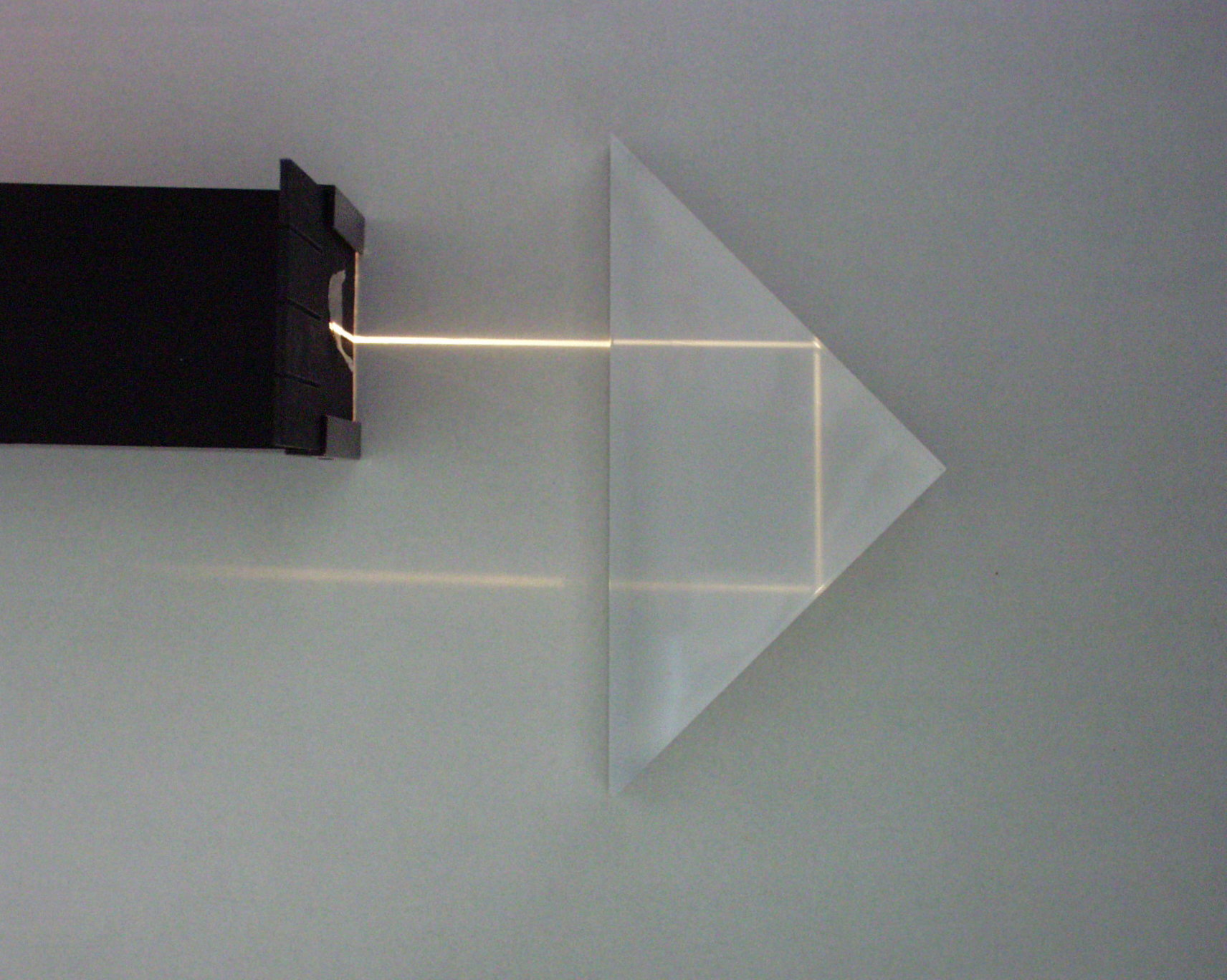
普罗棱镜中的全反射现象

普羅稜鏡（英語：Porro prism）是光學上使用於光學儀器中，用來修改影像取向的一種折射式三稜鏡，他以發明者義大利的光學工程師伊納濟歐普羅來命名。
普羅稜鏡是由玻璃塊塑造成的等腰直角三稜鏡，末端平面對著直角。在使用上，光線由三稜鏡中最大的長方形面進入，經過斜面的兩次全反射，再穿透原來的入射平面射出。因為光線只是以正常的狀態進出，三稜鏡並未發生色散的作用。
但是經過普羅稜鏡的影像會被翻轉180°，並且會向原來進入的方向行進，也就是行進的方向也改變了180°。但是因為圖像經過兩次的反射，所以旋向性是未改變的。
普羅稜鏡最常被以雙普羅稜鏡的組合來成對使用，第二個稜鏡相對於第一個被旋轉90°。讓光線穿越這樣安置的兩片三稜鏡，稜鏡系統的淨效應是入射的光線被平行的改變行進方向，影像被旋轉180°，偏手性依然沒有變化。

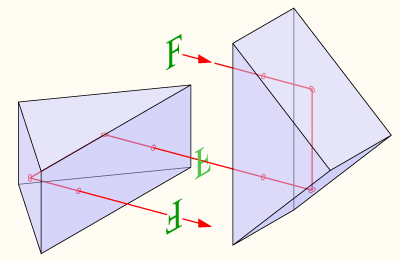
雙普羅稜鏡

雙普羅稜鏡系統適用於小型光學望遠鏡在影像方向的改變（影像重建系統的排列），特別是在許多的雙筒望遠鏡中提供影像的重建和更長的光路折疊，有效的縮短物鏡和目鏡間的距離。
通常，在雙普羅稜鏡的組合中，會將兩個稜鏡膠合在一起，並且削除多餘的部分以減經重量和縮小尺寸。
單獨的普羅稜鏡也可以看成是屋頂稜鏡，但在雙筒望遠鏡內不會這樣使用。
雙普羅稜鏡的一種變形是普羅-阿貝稜鏡。